# Дронова, Татьяна Дмитриевна
Татьяна Дмитриевна Дронова (род. 25 января 2000, Москва) — российская футболистка, вратарь клуба «Чертаново».

## Биография
Начинала заниматься футболом в команде «Приалит» (Реутов), первый тренер — Елизавета Максимова. Позднее занималась в школе «Чертаново». В 2019 году перешла в московский Локомотив, где была отдана в аренду ижевскому «Торпедо».
На взрослом уровне дебютировала в высшей лиге России в составе клуба «Торпедо» Ижевск 14 апреля 2019 года в матче против «Рязань-ВДВ» (0:3), выйдя на поле с первых минут. В сезоне 2019 года отыграла полностью все 19 матчей своей команды.
В 2020 году перешла в клуб «Звезда-2005» (Пермь), в 2021 году — в «Зенит» (Санкт-Петербург), в 2023 году — в «Рубин» (Казань). В 2024 году вернулась в «Чертаново».
Выступала за юношескую и молодёжную сборную России.

## Личная жизнь
Сестра-близнец Анастасия тоже занималась футболом, выступала на позиции полузащитника.